# 1957年美國國家棒球名人堂票選
1957年美國國家棒球名人堂票選設立了新的票選模式，全美棒球記者協會決定在奇數年停擺不運作（直到1967年止）。而資深選手委員會在這年進行會議，並選出生涯敲出2961支安打的山姆·克勞佛和幫助洋基拿下7座世界大賽冠軍的喬·麥卡錫入選名人堂。大聯盟後來在1957年7月22日舉辦名人堂入選典禮。

## 外部連結
- 美國國家棒球名人堂官網 （页面存档备份，存于）
- 棒球名人堂BBWAA票選規則 （页面存档备份，存于）
- 1957年名人堂票選 at www.baseballhalloffame.org